# 朱弄蝶屬
朱弄蝶屬（學名：Pyrrhocalles）是弄蝶科弄蝶亞科中的一個屬。物種分佈於大安地列斯群島。

## 物種
- 朱弄蝶 Pyrrhocalles antiqua (Herrich-Schäffer, 1863)
- Pyrrhocalles jamaicensis (Schaus, 1902)